# Aplatophis
Aplatophis es un género de anguila de la familia Ophichthidae.

## Especies
- Aplatophis chauliodus Böhlke, 1956
- Aplatophis zorro McCosker & Robertson, 2001